# Chambourg-sur-Indre
Chambourg-sur-Indre és un municipi francès, situat al departament de l'Indre i Loira i a la regió de Centre – Vall del Loira. L'any 2007 tenia 1.284 habitants.

## Demografia

### Població
El 2007 la població de fet de Chambourg-sur-Indre era de 1.284 persones. Hi havia 514 famílies, de les quals 126 eren unipersonals (71 homes vivint sols i 55 dones vivint soles), 170 parelles sense fills, 186 parelles amb fills i 32 famílies monoparentals amb fills.
La població ha evolucionat segons el següent gràfic:
Habitants censats

### Habitatges
El 2007 hi havia 592 habitatges, 512 eren l'habitatge principal de la família, 50 eren segones residències i 30 estaven desocupats. 574 eren cases i 14 eren apartaments. Dels 512 habitatges principals, 395 estaven ocupats pels seus propietaris, 112 estaven llogats i ocupats pels llogaters i 5 estaven cedits a títol gratuït; 2 tenien una cambra, 15 en tenien dues, 85 en tenien tres, 145 en tenien quatre i 266 en tenien cinc o més. 441 habitatges disposaven pel capbaix d'una plaça de pàrquing. A 212 habitatges hi havia un automòbil i a 273 n'hi havia dos o més.

### Piràmide de població
La piràmide de població per edats i sexe el 2009 era:
| Homes | Edats   | Dones |
| ----- | ------- | ----- |
| 0     | 95 o +  | 0     |
| 12    | 90 a 94 | 0     |
| 4     | 85 a 89 | 4     |
| 8     | 80 a 84 | 8     |
| 20    | 75 a 79 | 20    |
| 20    | 70 a 74 | 20    |
| 20    | 65 a 69 | 44    |
| 28    | 60 a 64 | 16    |
| 20    | 55 a 59 | 24    |
| 40    | 50 a 54 | 52    |
| 44    | 45 a 49 | 56    |
| 72    | 40 a 44 | 40    |
| 44    | 35 a 39 | 52    |
| 44    | 30 a 34 | 36    |
| 28    | 25 a 29 | 32    |
| 28    | 20 a 24 | 12    |
| 32    | 15 a 19 | 40    |
| 40    | 10 a 14 | 48    |
| 48    | 5 a 9   | 36    |
| 32    | 0 a 4   | 28    |

## Economia
El 2007 la població en edat de treballar era de 819 persones, 621 eren actives i 198 eren inactives. De les 621 persones actives 584 estaven ocupades (321 homes i 263 dones) i 38 estaven aturades (12 homes i 26 dones). De les 198 persones inactives 77 estaven jubilades, 62 estaven estudiant i 59 estaven classificades com a «altres inactius».

### Ingressos
El 2009 a Chambourg-sur-Indre hi havia 518 unitats fiscals que integraven 1.268,5 persones, la mediana anual d'ingressos fiscals per persona era de 18.740 €.

### Activitats econòmiques
Dels 51 establiments que hi havia el 2007, 1 era d'una empresa alimentària, 5 d'empreses de fabricació d'altres productes industrials, 16 d'empreses de construcció, 10 d'empreses de comerç i reparació d'automòbils, 3 d'empreses de transport, 2 d'empreses d'hostatgeria i restauració, 1 d'una empresa d'informació i comunicació, 1 d'una empresa financera, 1 d'una empresa immobiliària, 4 d'empreses de serveis, 4 d'entitats de l'administració pública i 3 d'empreses classificades com a «altres activitats de serveis».
Dels 15 establiments de servei als particulars que hi havia el 2009, 1 era una oficina de correu, 2 paletes, 1 guixaire pintor, 2 fusteries, 3 lampisteries, 3 electricistes, 1 perruqueria, 1 restaurant i 1 agència immobiliària.
Dels 4 establiments comercials que hi havia el 2009, 1 era una botiga de més de 120 m², 1 una botiga de menys de 120 m², 1 una fleca i 1 una peixateria.
L'any 2000 a Chambourg-sur-Indre hi havia 19 explotacions agrícoles que ocupaven un total de 1.080 hectàrees.

## Equipaments sanitaris i escolars
El 2009 hi havia una escola elemental.

## Poblacions més properes
El següent diagrama mostra les poblacions més properes.